# BabyWipe
BabyWipe è un singolo del rapper statunitense Ski Mask the Slump God pubblicato il 22 aprile 2017.

## Tracce
1. BabyWipe – 2:42